# Zach Trotman
Pour les articles homonymes, voir Trotman.
Zach Trotman (né le 26 août 1990 à Carmel, dans l'Indiana aux États-Unis) est un joueur professionnel américain de hockey sur glace.

## Biographie

### En club
En 2008, Zach Trotman débute dans la North American Hockey League avec les Wildcats de Wichita Falls. Il rejoint en 2009 l'université de Lake State en Western Collegiate Hockey Association. Il est repêché à la 210e position du repêchage d'entrée dans la LNH 2010 par les Bruins de Boston.
Le 1er juillet 2016, il signe un contrat d'un an avec les Kings de Los Angeles en tant qu'agent libre.
Le 1er juillet 2017, il signe un contrat d'un an avec les Penguins de Pittsburgh en tant qu'agent libre.
Le 19 juin 2021, il annonce sa retraite après une opération au genou. Il déclare alors que « le corps n’arrive plus à suivre ».

## Statistiques
| Saison     | Équipe                            | Ligue      |    | Saison régulière | Saison régulière | Saison régulière | Saison régulière | Saison régulière |   | Séries éliminatoires | Séries éliminatoires | Séries éliminatoires | Séries éliminatoires | Séries éliminatoires |
| Saison     | Équipe                            | Ligue      | PJ | B                | A                | Pts              | Pun              | PJ               | B | A                    | Pts                  | Pun                  |                      |                      |
| 2008-2009  | Wildcats de Wichita Falls         | NAHL       | 47 | 2                | 4                | 6                | 79               | 5                | 0 | 1                    | 1                    | 8                    |                      |                      |
| 2009-2010  | Université de Lake State          | WCHA       | 36 | 2                | 6                | 8                | 18               | -                | - | -                    | -                    | -                    |                      |                      |
| 2010-2011  | Université de Lake State          | WCHA       | 38 | 6                | 14               | 20               | 12               | -                | - | -                    | -                    | -                    |                      |                      |
| 2011-2012  | Université de Lake State          | WCHA       | 40 | 11               | 10               | 21               | 12               | -                | - | -                    | -                    | -                    |                      |                      |
| 2011-2012  | Bruins de Providence              | LAH        | 9  | 1                | 2                | 3                | 2                | -                | - | -                    | -                    | -                    |                      |                      |
| 2012-2013  | Bruins de Providence              | LAH        | 48 | 2                | 14               | 16               | 19               | 4                | 0 | 0                    | 0                    | 0                    |                      |                      |
| 2013-2014  | Bruins de Providence              | LAH        | 53 | 8                | 16               | 24               | 21               | 8                | 0 | 4                    | 4                    | 14                   |                      |                      |
| 2013-2014  | Bruins de Boston                  | LNH        | 2  | 0                | 0                | 0                | 0                | -                | - | -                    | -                    | -                    |                      |                      |
| 2014-2015  | Bruins de Providence              | LAH        | 40 | 2                | 11               | 13               | 27               | 5                | 1 | 0                    | 1                    | 2                    |                      |                      |
| 2014-2015  | Bruins de Boston                  | LNH        | 27 | 1                | 4                | 5                | 0                | -                | - | -                    | -                    | -                    |                      |                      |
| 2015-2016  | Bruins de Boston                  | LNH        | 38 | 2                | 5                | 7                | 22               | -                | - | -                    | -                    | -                    |                      |                      |
| 2016-2017  | Reign d'Ontario                   | LAH        | 9  | 0                | 2                | 2                | 26               | -                | - | -                    | -                    | -                    |                      |                      |
| 2017-2018  | Penguins de Wilkes-Barre/Scranton | LAH        | 49 | 7                | 10               | 17               | 25               | 3                | 0 | 1                    | 1                    | 0                    |                      |                      |
| 2017-2018  | Penguins de Pittsburgh            | LNH        | 3  | 0                | 0                | 0                | 0                | -                | - | -                    | -                    | -                    |                      |                      |
| 2018-2019  | Penguins de Wilkes-Barre/Scranton | LAH        | 24 | 1                | 4                | 5                | 39               | -                | - | -                    | -                    | -                    |                      |                      |
| 2018-2019  | Penguins de Pittsburgh            | LNH        | 13 | 0                | 1                | 1                | 4                | -                | - | -                    | -                    | -                    |                      |                      |
| 2019-2020  | Penguins de Pittsburgh            | LNH        | 8  | 0                | 0                | 0                | 4                | -                | - | -                    | -                    | -                    |                      |                      |
| 2019-2020  | Penguins de Wilkes-Barre/Scranton | LAH        | 27 | 4                | 10               | 14               | 15               | -                | - | -                    | -                    | -                    |                      |                      |
| 2020-2021  | Penguins de Wilkes-Barre/Scranton | LAH        | 8  | 0                | 2                | 2                | 4                | -                | - | -                    | -                    | -                    |                      |                      |
| Totaux LNH | Totaux LNH                        | Totaux LNH | 91 | 3                | 10               | 13               | 30               | -                | - | -                    | -                    | -                    |                      |                      |